# XIII d'or
 (avril 2025).
Les XIII d'or  sont une cérémonie de récompenses du rugby à XIII français, organisée annuellement par la fédération française de rugby à XIII  depuis 2018 et en collaboration avec le quotidien L'indépendant depuis 2019.
Les cérémonies sont filmées et parfois retransmises en direct en streaming sur internet.  Pour chaque trophée, les personnalités ou les structures sont départagées soit par le public, soit par des professionnels, ou sont désignées directement par la fédération pour quelques-unes d'entre elles.
Le trophée remis aux récipiendaires est une statuette appelée « XIII d'or », en forme de XIII en chiffres romains.

## Palmarès par catégories

### Choix du public

#### Entraîneur de l'année
- 2018 :Benoît Albert[2]
- 2019 : Benoit Albert [3]

#### Joueur international de l'année
- 2018 : Benjamin Garcia[2]
- 2019 : Théo Fages [3]

#### Joueur Élite 2 de l'année
- 2018 : Morgan Carensac[4].
- 2019 : Thomas Limongi[3]

#### Joueuse de l'année
- 2018 : Elisa Ciria
- 2019: Alice Varela[3]

#### Joueur U19 de l'année
- 2018 :  Arthur Mourgue[2]
- 2019 :  Lucas Emblard[5]

#### Joueur XIII fauteuil de l'année
- 2018 : Mostefa « Mouss » Abassi[2]
- 2019 : Jéremy Bourson[3]

#### Arbitre de l'année
- 2018 : Geoffrey Poumes[2]
- 2019 : Stéphane Vincent[3]

### Sélection de l'Indépendant(statistiques)

#### Joueur de l’année en Élite 1
- 2018 : Thomas Lasvenes[2]
- 2019 : Mickaël Murcia [5]

#### Meilleur marqueur d’essais
- 2018 : Thomas Ambert[2]
- 2019 : Romain Franco[5]

#### Meilleur réalisateur
- 2018 : (non attribué) [6]
- 2019 : Aurélien Decamin[5]

### Choix de la fédération française de rugby à XIII

#### Délégué(e) de l'année
- 2018 : Jean Claude Lataste[2]
- 2019 : Jean-Pierre Goubie[5]

#### École de rugby de l'année
- 2018 : Toulouse Olympique[2]
- 2019 : Ornaisons[5]

#### XIII d'Honneur
- 2018 : Georges Ailleres et Alain Ferrand
- 2019: la Région Occitanie, le Département des Pyrénées orientales, Bernard Guash, les Dragons catalans et l'Indépendant[5].

### Vidéographie
Présentation de la cérémonie des XIII d'or 2018

Présentation des nommés pour la cérémonie des XIII d'or 2019